# Province de Coronel Portillo
La province de Coronel Portillo (en espagnol : provincia de Coronel Portillo) est l'une des quatre provinces du département d'Ucayali, dans le centre-est du Pérou. Son chef-lieu est la ville de Pucallpa.

## Géographie

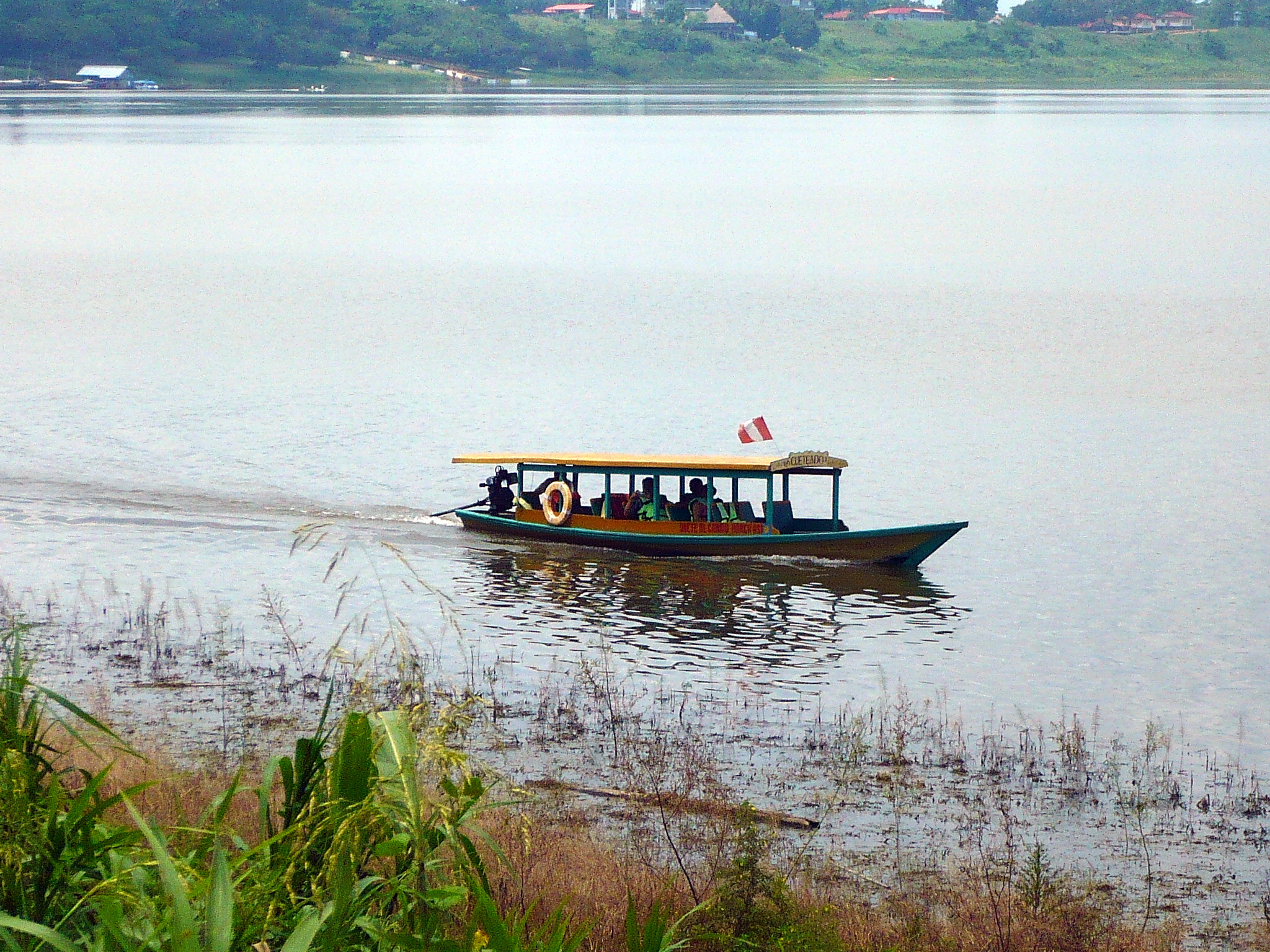
Un bateau à moteur, connu sous le nom de peke peke, dans la lagune de Yarinacocha.

Couvrant une superficie de 36 235,95 km2, la province est couverte par la forêt amazonienne. Elle est limitée au nord par le département de Loreto, à l'est par le Brésil, au sud par la province d'Atalaya et à l'ouest par les départements de Pasco et de Huánuco.

## Environnement
Ce territoire abrite une biodiversité exceptionnelle qui a justifié la création de la Zona reservada Sierra del Divisor en 2006, devenue parc national en 2015 en continuité avec le parc national homologue de l'autre côté de la frontière avec le Brésil. 

## Histoire
La province est créée le 2 juillet 1943 comme une subdivision du département de Loreto. Depuis le 1er juin 1982 elle est rattachée au département d'Ucayali, et son chef-lieu fixé à Pucallpa.

## Population
La population de la province s'élevait à 316 546 habitants en 2005.

## Subdivisions
La province est divisée en sept districts :
- Callería ;
- Campoverde ;
- Iparía ;
- Manantay ;
- Masisea ;
- Nueva Requena ;
- Yarinacocha.